# Hockessin
Hockessin é uma região censo-designada localizada no estado americano do Delaware, no Condado de New Castle. Faz fronteira com a Pensilvânia. Possui mais de 13 mil habitantes, de acordo com o censo nacional de 2020.

## Geografia
De acordo com o Departamento do Censo dos Estados Unidos, a região tem uma área de 26,02 km², dos quais 26,01 km² estão cobertos por terra e 0,01 km² (0,1%) por água.

### Localidades na vizinhança
O diagrama seguinte representa as localidades num raio de 16 km ao redor de Hockessin.

## Demografia
Desde 1990, o crescimento populacional médio, a cada dez anos, é de 10,9%.

### Censo 2020
Segundo o censo nacional de 2020, a sua população é de 13 478 habitantes e sua densidade populacional de 518,3 hab/km². Houve um decréscimo populacional na última década de -0,4%, bem abaixo do crescimento estadual de 10,2%.
Possui 5 113 residências que resulta em uma densidade de 196,6 residências/km² e um aumento de 3,3% em relação ao censo anterior. Deste total, 3,4% das unidades habitacionais estão desocupadas. A média de ocupação é de 2,7 pessoas por residência.
A renda familiar média é de 128 412 dólares e a taxa de emprego é de 56,9%.

## Marcos históricos
O Registro Nacional de Lugares Históricos lista cinco marcos históricos em Hockessin. O primeiro marco foi designado em 11 de abril de 1973 e o mais recente em 13 de março de 2017, o Cox-Phillips-Mitchell Agricultural Complex.